# Wojciech Wiącek

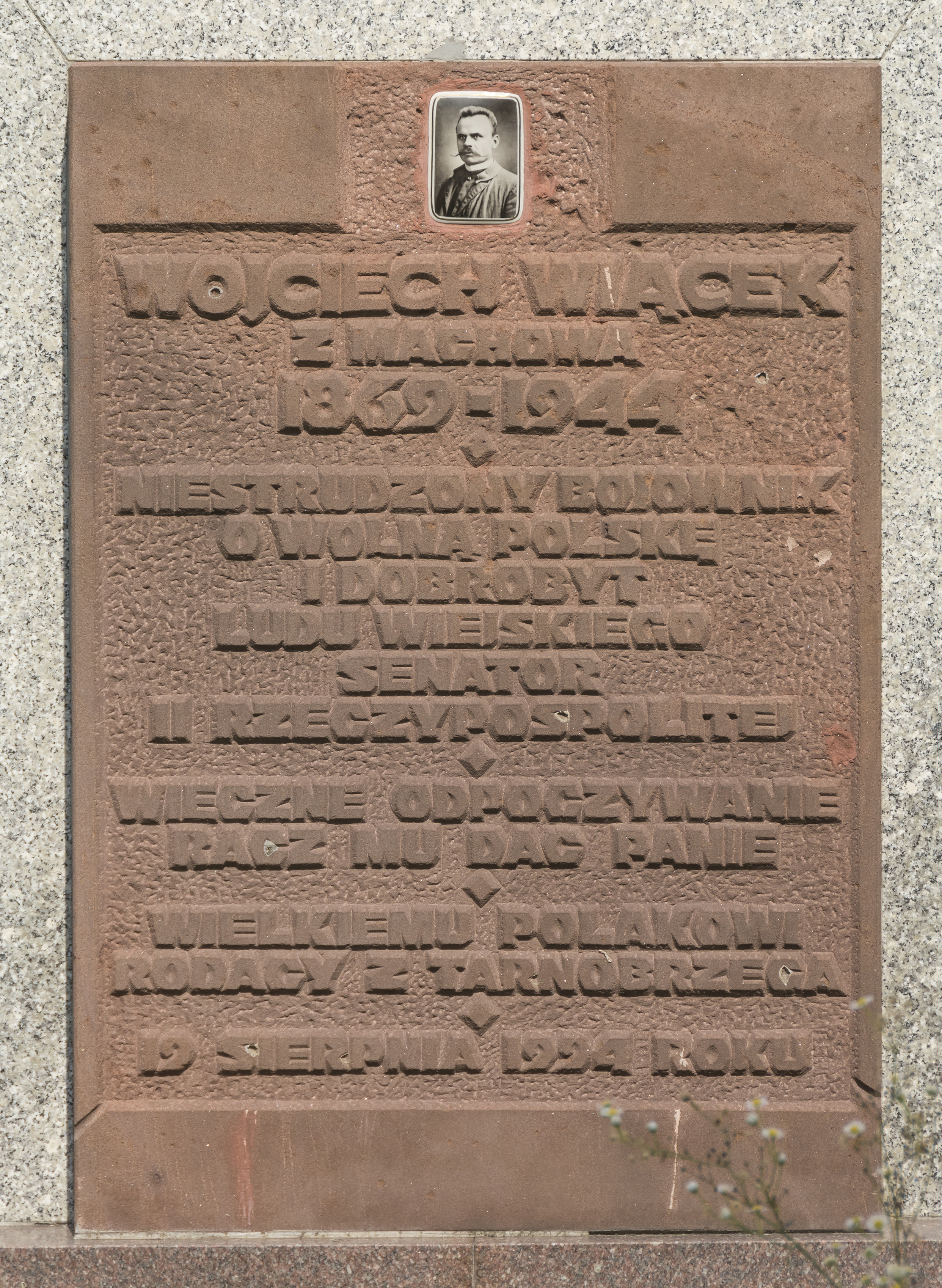
Tablica pamiątkowa poświęcona Wojciechowi Wiąckowi, umieszczona na ścianie Muzeum Polskiego Przemysłu Siarkowego w Tarnobrzegu

Wojciech Wiącek (ur. 28 listopada 1869 w Machowie, zm. 19 sierpnia 1944 w Tarnobrzegu) – polski rolnik, publicysta i polityk ruchu ludowego. W latach 1907–1911 poseł do austriackiej Rady Państwa XI kadencji. W latach 1926–1927 senator I kadencji. Wójt Machowa.

## Życiorys
Syn Walentego i Magdaleny z Jacków. Nauki pobierał w szkole zimowej w rodzinnej wsi. Na łamach prasy zadebiutował w 1887. W późniejszym okresie był redaktorem i wydawcą „Głosu Ziemi Tarnobrzeskiej” oraz „Głosu Ziemi Sandomierskiej”.
W 1896 założył w Towarzystwo Ochotniczej Straży Pożarnej w Machowie. W 1897, po odbyciu kursu mleczarskiego w Czernichowie, założył w Machowie piekarnię i mleczarnię. Nawiązał współpracę z krakowskim Towarzystwem Rolniczym, Zarządem Głównym Kółek Rolniczych, Pierwszym Galicyjskim Towarzystwem Chowu Drobiu i Królików oraz Bankiem Krajowym i Bankiem Parcelacyjnym we Lwowie. W 1895 został wybrany sekretarzem Komitetu Powiatowego oraz członkiem Rady Powiatowej. W 1900 wystąpił do Wydziału Powiatowego w Tarnobrzegu, z wnioskiem w sprawie założenia Powiatowego Biura Pośrednictwa Pracy. Wniosek został zaakceptowany, a samego inicjatora wybrano do Zarządu tej organizacji.
W 1895 związał się z ruchem ludowym. Był w składzie Rady Muzeum Polskiego w Rapperswilu. Był członkiem Ligi Narodowej w 1901. Zasiadał w komitecie organizacyjnym budowy pomnika Bartosza Głowackiego w Tarnobrzegu. W latach 1907–1911 był posłem do Rady Państwa XI kadencji, gdzie reprezentował ugrupowanie księdza Stanisława Stojałowskiego. Podczas I wojny światowej prowadził tajną agitację na rzecz niepodległości Polski. W latach 1916–1918 pracował w nielegalnym biurze werbunkowym do Legionów w Sandomierzu. W 1918 wszedł w skład tarnobrzeskiej Powiatowej Rady Chłopskiej.
W wyborach parlamentarnych w 1922, jako kandydat Związku Ludowo–Narodowego, został wybrany zastępcą senatora Ernesta Adama. Po jego śmierci (22 listopada 1926) objął mandat senatora I kadencji. Należał do Narodowej Partii Robotniczej.
W 1937 ukazała się poświęcona mu monografia pt. Wojciech Wiącek – chłop-działacz, autorstwa Henryka Jacka. Podczas II wojny światowej wspierał żołnierzy Armii Krajowej, w jego domu znajdowali schronienie Żydzi. Został pochowany na cmentarzu parafialnym w Miechocinie.
Jego córką była Maria Kozłowa, zaś wnuczką jest Dorota Kozioł, dziennikarka i pisarka.

## Ordery i odznaczenia
- Złoty Krzyż Zasługi (1937)[3]
- Brązowy Krzyż Zasługi (1936)[3]

## Upamiętnienie
Rada Miasta Tarnobrzega ogłosiła rok 2019 „Rokiem Wojciecha Wiącka”.